# Apatania stigmatella
Apatania stigmatella là một loài Trichoptera trong họ Apataniidae.Loài này được tìm thấy ở miền Cổ bắc và miền Tân bắc.